# Diecezja Tucson
Diecezja Tucson (łac. Dioecesis Tucsonensis, ang. Diocese of Tucson) jest diecezją Kościoła rzymskokatolickiego w metropolii Santa Fe w Stanach Zjednoczonych obejmującą południową część stanu Arizona. 

## Historia
Diecezja została kanonicznie erygowana 8 maja 1897 roku przez papieża Leona XIII. Początkowo był to Wikariat apostolski Arizony utworzony w roku 1868, wyodrębniony z ówczesnej diecezji Santa Fe. Obejmował on całe terytorium Arizony i część Nowego Meksyku. Pierwszym ordynariuszem został kapłan francuskiego pochodzenia Peter Bourgade (1845-1908), późniejszy arcybiskup Santa Fe. 

## Ordynariusze
- Jean-Baptiste Salpointe (1868–1884) - wikariusz apostolski
- Peter Bourgade (1885–1899)
- Henry Regis Granjon (1900–1922)
- Daniel James Gercke (1923–1960)
- Francis Joseph Green (1960–1981)
- Manuel Duran Moreno (1982–2003)
- Gerald Kicanas (2003–2017)
- Edward Weisenburger (2017–2025)